# Wahrheit und Methode
Wahrheit und Methode (1960, Tübingen) ist das bekannteste Werk des deutschen Philosophen Hans-Georg Gadamer, der darin seine Vorstellung einer universalen Hermeneutik formuliert.
Gadamer versteht die Hermeneutik weder als Theorie noch als Methode oder Methodik. Vielmehr ist sie das Phänomen des Verstehens und der sachgerechten Auslegung des Verstandenen. Im Werk bemüht sich Gadamer um die Herausbildung der Begriffe Wahrheit, Sinn, Erkenntnis und Verstehen.
Die Hermeneutik beschränkt sich nicht auf die wissenschaftliche Wahrheitsfindung durch Methoden wie Beweise und Erklärungen. Denn auch durch Kunst und Geschichte, die Gadamer im weitesten Sinne den Geisteswissenschaften zuordnet, kann Wahrheit offenbart werden. Diese Wahrheit erfährt man durch Verstehen in Form eines Dialoges, wobei es gleich ist, ob man sich mit einem Gesprächspartner, einem Text, einem Gemälde oder sonst einem Gegenstand auseinandersetzt. Die Hermeneutik soll diese Wahrheit, die die wissenschaftliche Methodik übersteigt, legitimieren.

## Der hermeneutische Zirkel und das Problem der Vorurteile
Eine hermeneutische Regel ist, das Ganze aus dem Einzelnen und das Einzelne aus dem Ganzen zu verstehen. Die Bewegung des Verstehens läuft von einem zum anderen und wieder zurück, wobei das Verständnis von beidem erweitert wird (hermeneutischer Zirkel).
Etwas zu verstehen bedeutet, einem Text, Gesprächspartner oder Kunstwerk mit einer konkreten Erwartung entgegenzutreten und diese dann während des Eindringens in den Sinn des Gegenübers beständig zu revidieren. Diese Erwartung ist eine Vormeinung oder auch ein Vorurteil zum jeweiligen Thema. Zum Verständnis des Gegenübers genügt es nicht, dessen Sinn in die eigene Vormeinung zu integrieren. Vielmehr muss man den Willen aufbringen, die eigene Vormeinung auf Geltung und Herkunft zu überprüfen und in Bezug zum Sinn des Gegenübers zu setzen. Daraus erwächst eine die eigene Vormeinung und den Sinn des Gegenübers umfassende Wahrheit im Sinne einer Horizonterweiterung.
Dem Vorurteil kommt eine besondere Bedeutung zu. Zu unterscheiden ist ein Vorurteil im Sinne von Voreingenommenheit und Engstirnigkeit von einem Vorurteil im Sinne von Vormeinung, die zu erweitern man bereit ist. Durch die Aufklärung ist dieser Begriff negativ im Sinne eines unbegründeten Urteils belegt worden. Die moderne Wissenschaft der Aufklärung will alles vernünftig und vorurteilsfrei verstehen. Damit ist nicht die Überlieferung, sondern die Vernunft letzte Quelle der Autorität. Ihr werden andere Autoritäten untergeordnet. Doch absolute Vernunft ist unmöglich, da auch der freieste Geist begrenzt – weil menschlich – ist und somit von Vorurteilen beherrscht wird. Ein menschlicher – also begrenzter – Geist kann niemals eine allumfassende – also unendliche – Wahrheit erfahren oder begreifen.
Die Betonung von Vernunft und Freiheit in der Aufklärung führten zur Negativbelegung des Begriffs der Autorität in Verbindung mit blindem Gehorsam. Gerade aus Vernunft sollte man jemandem, der an Einsicht und Urteil überlegen ist, Autorität zubilligen. Autorität muss durch Anerkennung der Überlegenheit in Urteil und Einsicht erworben und kann nicht verliehen werden. Damit ist eine Autorität eine Wahrheitsquelle, während sie von der Aufklärung als Vorurteilsquelle diffamiert wurde. Jede Tradition (z. B. die Wirklichkeit der Sitten) entspringt der Überlieferung. Somit ist für Gadamer die Tradition oder auch Überlieferung von übergeordneter Autorität. Denn auch die Wissenschaft der Vernunft ist Entwicklung und Veränderung unterworfen. Damit ist sie Teil der Geschichte und somit einer Tradition unterworfen.

## Das hermeneutische Problem der Anwendung
Das Verstehen ist eine Anwendung auf eine Situation. Die Anwendung beinhaltet eine Auseinandersetzung mit dem Text durch seine Infragestellung. So ist der Sinn eines Textes losgelöst von der Intention des Autors zu verstehen. Die Hermeneutik ist eine Reflexion darüber, was mit einem selber in einem Dialog geschieht: sich selbst verstehen im Verstehen einer Sache.

## Die Logik von Frage und Antwort
Die Frage entspricht der offenen Struktur des hermeneutischen Bewusstseins. Sie hat einen Richtungssinn, der das Befragte in ein bestimmtes Licht rückt, weist jedoch trotzdem ins Offene. Die Antwort hat nur im Sinne der Frage Sinn. Die Frage erfordert das Wissen des Nichtwissens. Bestimmtes Nichtwissen führt zu einer bestimmten Frage. Das Wesentliche eines Einfalls ist nicht das Einfallen der Lösung eines Problems, sondern der Einfall einer bestimmten offenen Frage.

## Sprache als Medium der hermeneutischen Erfahrung
Dialektik ist die Kunst, ein Gespräch zu führen, d. h., sie ist die Kunst der Begriffsbildung als Herausbildung des Gemeinsamen. Ein Gespräch hat seinen eigenen Geist, seine eigene Wahrheit, denn der Fort- und Ausgang eines Gesprächs wird nicht durch die Sprechenden kontrolliert. Verstehen entsteht durch Verständigen und nicht durch das bloße Nachvollziehen der Meinung eines anderen. Verständigen wiederum geschieht nur durch Sprache. Verständigung erfordert ein Hineinversetzen in das Gegenüber, um das sachliche Recht seiner Meinung zu erfassen.
Sprache dient laut Gadamer als Grundvollzugsweise unseres „In-der-Welt-Seins“, die unsere gesamte Weltkonstitution umgreift. „Wir wachsen auf, wir lernen die Welt kennen, wir lernen die Menschen kennen und am Ende uns selbst, indem wir sprechen lernen.“ Gadamer ist der Überzeugung, dass wir in all unserem Denken und Erkennen durch die sprachliche Weltauslegung, in die wir hineinwachsen, schon immer voreingenommen sind, und je mehr die Sprache lebendiger Vollzug sei, umso weniger sei man sich ihrer bewusst. Durch Sprache baue sich unsere Weltartikulation auf und Sprache bedinge unser Denken.

## Der universale Aspekt der Hermeneutik
Die Sprache ist die Mitte zwischen dem Ich und der Welt. Sprache ist spekulativ – nicht Abbildung, sondern Zur-Sprache-Kommen. Zur-Sprache-Kommen erzeugt keinen zweiten Sinn. Sein und Darstellung sind nicht unterscheidbar. Sprachliches Geschehen ist ebenso wie der Mensch endlich. Die Endlichkeit des menschlichen Geistes ist die Voraussetzung für die hermeneutische Erfahrung. Ein unendlicher Geist (Gott) sieht nur die Schönheit des Ganzen, kann jeden Sinn aus sich selbst heraus denken („Gott philosophiert nicht“). Die hermeneutische Erfahrung hat Teil an der Unmittelbarkeit der Erfahrung von Schönheit und der Evidenz von Wahrheit.

## Aufgabe der Hermeneutik nach Gadamer
In seinem Hauptwerk sieht Gadamer selbst „die Aufgabe seiner Hermeneutik im Begründen der Behauptung, dass das Verstehen ein Wiedererkennen voraussetze, durch das es zum Andersverstehen werde“. So könnte das Prinzip des hermeneutischen Zirkels begründet werden und ließe den entsprechenden Schluss zu, dass wir das, was in einer Tradition bereits einmal verstanden wurde, immer wieder (auf höherer Ebene) weiter verstehen. Und obwohl diese neuen Schlussfolgerungen generell nur getroffen werden können, weil sie sich in eine unendliche Anzahl von Sinnbezügen einbinden lassen, beharrt Gadamer auf der Endlichkeit unseres Denkens und unseres Verstehens. Übereinstimmend mit Heidegger vertritt er folgende Ansicht: Dadurch, dass wir überhaupt dem Tod immer näher entgegenlaufen, ist es möglich, unser Leben als vollendetes Ganzes zu begreifen.

## Ausgaben
- Wahrheit und Methode. Grundzüge einer philosophischen Hermeneutik. 4. Auflage. J.C.B. Mohr (Paul Siebeck), Tübingen 1975, ISBN 3-16-833911-3 (Kt.), ISBN 3-16-833912-1 (Ln.).